# S5.142
S5.142 (別名 DST-25)はN2O4/UDMHをO/F1.85で燃焼する液体加圧供給式ロケットエンジンである。有人宇宙船の推進器として使用される。 現在はソユーズ-TMA-M宇宙船の推進モジュールであるKTDU-80の低推力推進器(DPO-M)として装備される。
S5.142は25 N (5.6 lbf)の推力を燃焼室圧力0.88 MPa (128 psi)で生み出し、ノズル膨張比が45で到達比推力は285秒 (2.79 km/s)である。 300,000回の始動と累計燃焼時間25,000秒が可能で1回の燃焼は0.03秒から4,000秒までである。それぞれのユニットの重量は0.9 kg (2.0 lb)である。

## 派生型
エンジンはソユーズ TM-23以降の有人ロシアの宇宙計画で使用される。 2形式の派生型がある:
- S5.142 (別名 DST-25): DPO-M (姿勢制御スラスタ)としてソユーズ-TM以降のKTDU-80ユニットで使用される。[1]
- S5.142A: アンガラロケットの上段のKVTKに装備されたS5.142の派生型[4]